# Piazza XX Settembre
Piazza XX Settembre (data della Presa di Roma, 1870) è una piazza di Livorno, celebre per essere stata, per oltre 60 anni, sede del famoso "Mercatino americano".

## Storia

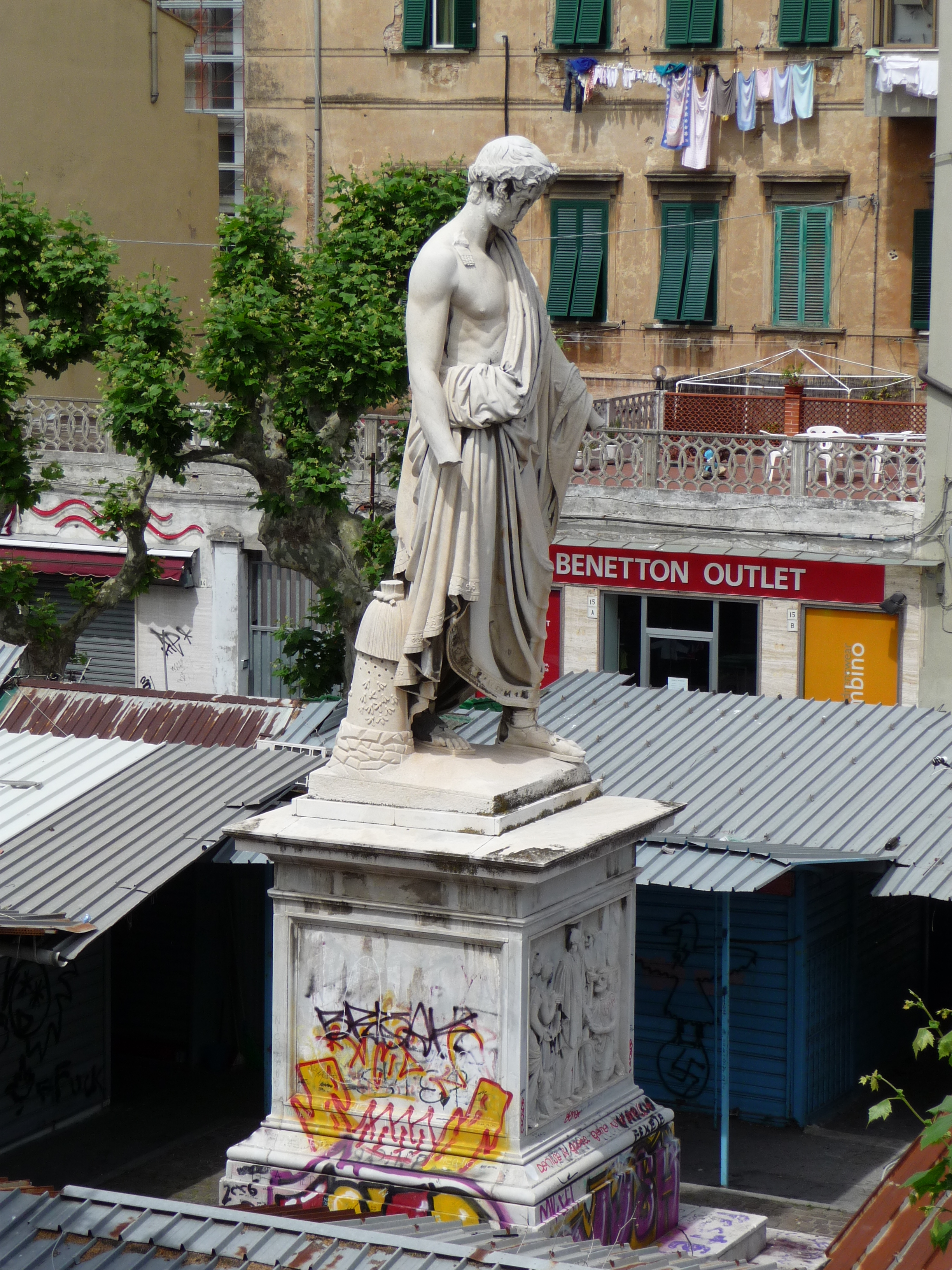
Monumento a Leopoldo II circondato dal Mercatino Americano

La realizzazione della piazza, ubicata nel cuore della città ottocentesca, è strettamente legata alla costruzione dell'antistante chiesa di San Benedetto, innalzata, in un'area esterna alle fortificazioni medicee delimitate dal vicino Fosso Reale, tra il 1817 ed il 1819 su progetto di Gaspero Pampaloni.
Parallelamente, al fine di organizzare razionalmente lo spazio intorno all'edificio, furono avviati i progetti per la sistemazione della piazza. Peraltro, proprio tra il sito destinato ad essere trasformato in piazza e il Fosso Reale erano già presenti alcuni fabbricati costruiti sfruttando le diverse quote tra il fossato da un lato ed il terrapieno dall'altro; tra questi occorre segnalare il Palazzo Du Clou, poi Lamotte, ricordato dalla guida di Pietro Volpi per la presenza di rifiniture in pietra serena, per le belle scale interne e per la grandiosità degli appartamenti.
L'architetto Pasquale Poccianti, già nel 1819, avanzò la proposta per una piazza proporzionata alle dimensioni della chiesa, delimitata, sul fronte orientale, dalla presenza di un lotto edificabile interposto tra la via di Salviano e la facciata del medesimo tempio. Tuttavia, l'idea di Poccianti non ebbe seguito e nel 1827 fu dato incarico all'ingegnere della Comunità di redigere il progetto definitivo della piazza, che quindi fu estesa fino alla via di Salviano (attuale via Mentana), assumendo pertanto la forma di un grande viale alberato.

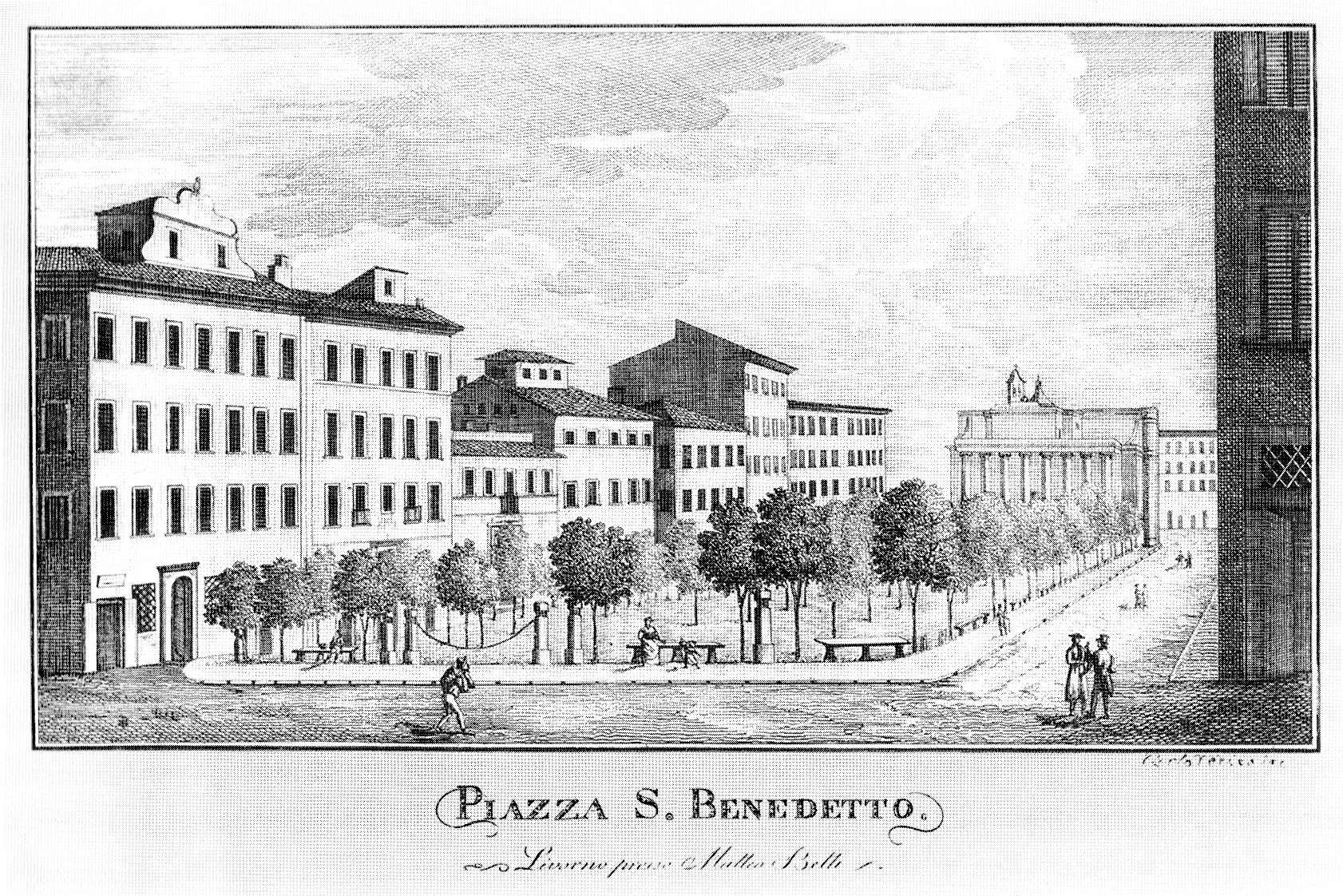
La piazza nell'Ottocento

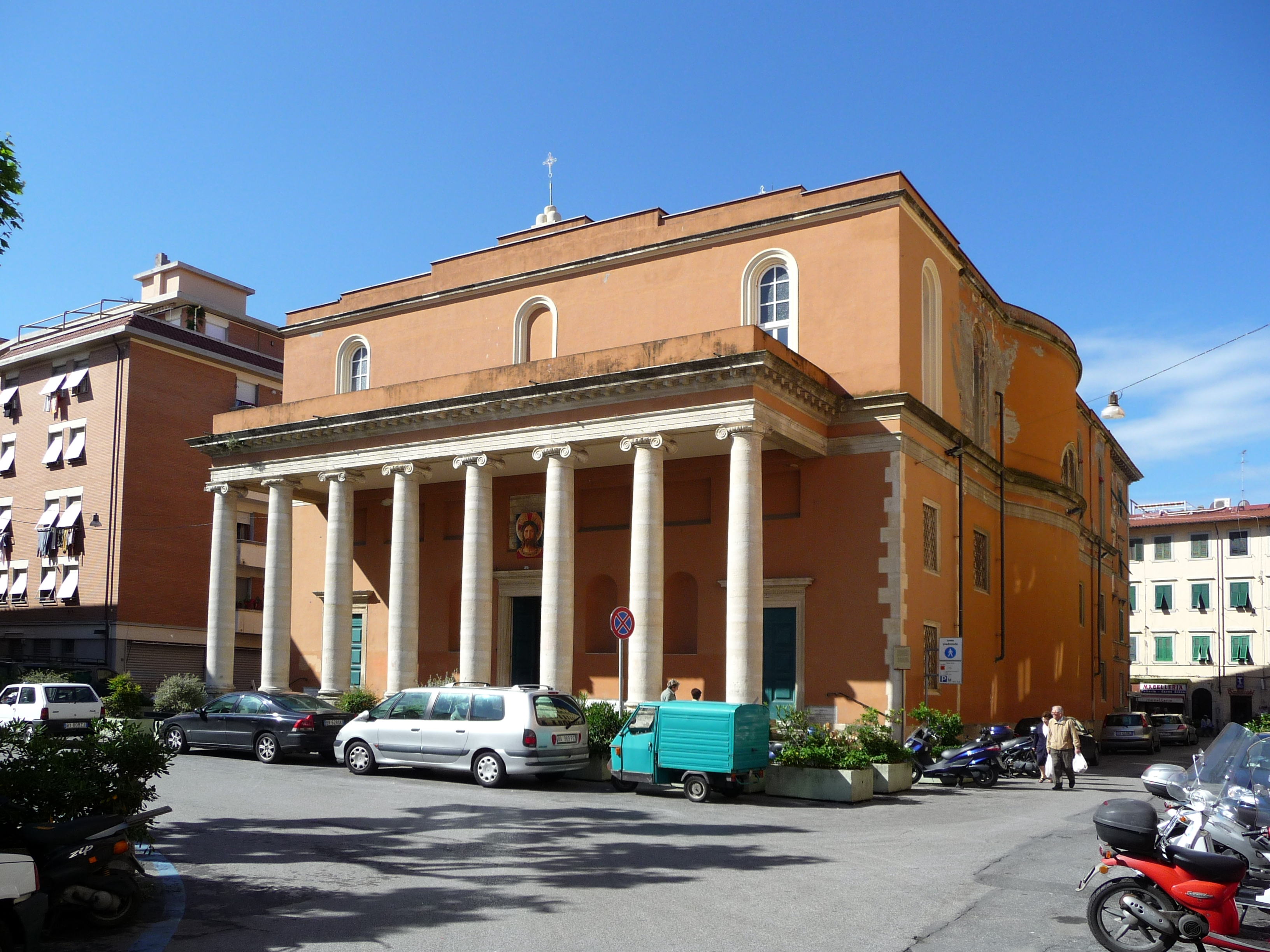
Chiesa di San Benedetto

Inizialmente intitolata a San Benedetto, il 5 settembre 1881 ebbe l'odierna denominazione, mentre solo nel 1958 qui fu innalzata la statua di Leopoldo II di Toscana; l'imponente scultura di Paolo Emilio Demi era originariamente posta sulla piazza del Voltone, ma fu danneggiata durante l'insurrezione del 1849 e tolta con decisione presa dal consiglio comunale nella notte fra il 6 e il 7 maggio, per restare nascosta da allora e per oltre un secolo nel vecchio arsenale del porto.
Successivamente al 1º novembre 1944, con l'arrivo in città delle truppe statunitensi, in questo luogo ebbe sede il cosiddetto "Mercatino americano", che con le sue strutture celò, di fatto, le peculiarità architettoniche ed artistiche della piazza. Dopo oltre 60 anni il mercatino è stato trasferito nelle aree portuali della Stazione Marittima, dove il 25 luglio 2009 si è tenuta l'inaugurazione ufficiale.
Quindi, le vetuste baracche che occupavano la piazza sono state smantellate e rimosse.

## Luoghi d'interesse nelle vicinanze
- Chiesa di San Benedetto
- Piazza della Repubblica
- Fosso Reale